# 輸送艇2号
輸送艇2号（ゆそうてい にごう、英語表記: JS LC No.2, LC-2002）は、海上自衛隊の輸送艇（LCU）。輸送艇1号型の2番艇。
本記事は、本艦の艦歴について主に取り扱っているため、性能や装備等の概要については輸送艇1号型を参照されたい。

## 艦歴
「輸送艇2号」は、61中期防に基づく平成2年度計画輸送艇2002号艇として、佐世保重工業佐世保造船所で1991年（平成3年）5月17日に起工され、同年10月7日に進水、明くる1992年（平成4年）3月11日に就役し、横須賀地方隊に編入された。
2000年（平成12年）2月25日から翌2001年（平成13年）1月19日までの間、東京都三宅村雄山噴火に伴う災害派遣に従事している。また、2011年（平成23年）の6月1日から4日までは、気仙沼港を拠点としつつ、東日本大震災に伴う被災地に対する物資輸送に従事した。
2017年（平成29年）4月3日、地方隊の部隊改編により、横須賀地方隊直轄から横須賀警備隊隷下に編成替えされた。
2021年、ロービジ（「ロービジリティ」Low-visibilityの略）塗装へ塗装変更。その内容としては、煙突頂部の汚れを目立たなくするための黒帯の廃止、艦番号及び艦名の灰色化かつ無影化、対空表示（航空機に対し艦番号下2桁を表示するための塗装）の消去。